# Moussa Diarra
Pour les articles homonymes, voir Diarra.
Moussa Diarra, né le 10 novembre 2000 à Stains, est un footballeur international malien qui évolue au poste de défenseur au Deportivo Alavés.

## Biographie

### En club

#### Formation
Moussa Diarra, originaire de la cité du Clos Saint-Lazare à Stains, débute le football au FC Bourget, puis continue à la JA Drancy.
Il rejoint ensuite le Toulouse FC en 2016, à 16 ans,. Il se fait remarquer lors de la Coupe Gambardella 2019 qu'il joue en tant que capitaine de Toulouse et avec qui il atteindra la finale, perdue 2 à 0 face à Saint-Étienne. Il est titulaire en défense aux côtés d'Anthony Rouault.
Il fait quelques apparitions avec le groupe professionnel emmené par Alain Casanova lors de matchs amicaux durant la saison 2018-2019. Il joue notamment face à au Girona FC, où il est titulaire, et la Real Sociedad. Depuis, il s'entraîne avec le groupe professionnel.

#### Débuts professionnels à Toulouse (2019-2024)
Durant l'été 2019, Moussa Diarra signe son premier contrat professionnel avec le Toulouse FC avec sept autres de ses coéquipiers du centre de formation.
Le 10 novembre 2019, jour de ses 19 ans, il fait ses débuts professionnels avec son club formateur contre Montpellier. Il s'agit de son seul match de championnat de la saison. Il a également disputé deux rencontres en Coupe de la Ligue cette même saison.
Lors de la saison 2020-2021, il gagne du temps de jeu et joue vingt matchs dont dix-sept en Ligue 2 et trois en Coupe de France. Au terme de cette saison, il prolonge son contrat deux deux années supplémentaires,.
La saison suivante, il joue 25 matchs de championnat, son équipe et sacrée championne de Ligue 2 et monte donc en Ligue 1.
Il joue son premier match en Ligue 1 à l'occasion de la deuxième journée de la saison 2022-2023. Il entre en jeu à la 87e et remplace Zakaria Aboukhal et le TFC s'impose 3 à 0 face à Troyes. La semaine suivante, il est titularisé pour la première fois en Ligue 1, contre le FC Lorient. Il remplace, au poste d'arrière gauche, Issiaga Sylla, blessé,.
Dans le cadre d'une initiative de la Ligue de Football Professionnel pour célébrer la Journée mondiale contre l'homophobie (ayant lieu le 17 mai 2023), il a été demandé aux joueurs du championnat de France de porter un maillot dont les numéros sont floqués aux couleurs de l’arc-en-ciel pendant la 35ème journée de Ligue 1 et de Ligue 2. Moussa Diarra refuse de participer à cette initiative.
Le 14 avril 2024, à l'occasion de son cent-cinquième match professionnel, Diarra marque son premier but, contre le Stade rennais à l'occasion de la vingt-neuvième journée de Ligue 1. Suspendu en mai pour accumulation de cartons jaunes, il ne prolonge pas son contrat et quitte le club pour le mois de juin.

#### Deportivo Alaves (2024-)
Libre de tout contrat après avoir quitté son club formateur, le défenseur malien évoluera à partir de la saison prochaine au sein du club Espagnol du Deportivo Alavés. Il s’est engagé jusqu’en 2028.

### En sélection nationale
Le 2 janvier 2024, il est retenu dans la liste des vingt-sept joueurs maliens sélectionnés par Éric Chelle pour disputer la Coupe d'Afrique des nations 2023.

## Statistiques
| Saison                | Club                  | Championnat           | Championnat | Championnat | Championnat | Coupe(s) nationale(s) | Coupe(s) nationale(s) | Coupe(s) nationale(s) | Supercoupe | Supercoupe | Supercoupe | Compétition(s) continentale(s) | Compétition(s) continentale(s) | Compétition(s) continentale(s) | Compétition(s) continentale(s) | Mali | Mali | Mali | Total | Total | Total |
| Saison                | Club                  | Division              | M.          | B.          | P.d.        | M.                    | B.                    | P.d.                  | M.         | B.         | P.d.       | Comp.                          | M.                             | B.                             | P.d.                           | M.   | B.   | P.d. | M.    | B.    | P.d.  |
| 2019-2020             | Toulouse FC           | Ligue 1               | 1           | 0           | 0           | 2                     | 0                     | 0                     | -          | -          | -          | -                              | -                              | -                              | -                              | -    | -    | -    | 3     | 0     | 0     |
| 2020-2021             | Toulouse FC           | Ligue 2               | 17          | 0           | 1           | 3                     | 0                     | 0                     | -          | -          | -          | -                              | -                              | -                              | -                              | -    | -    | -    | 20    | 0     | 1     |
| 2021-2022             | Toulouse FC           | Ligue 2               | 25          | 0           | 1           | 5                     | 0                     | 0                     | -          | -          | -          | -                              | -                              | -                              | -                              | -    | -    | -    | 30    | 0     | 1     |
| 2022-2023             | Toulouse FC           | Ligue 1               | 23          | 0           | 1           | 2                     | 0                     | 0                     | -          | -          | -          | -                              | -                              | -                              | -                              | 1    | 0    | 0    | 26    | 0     | 1     |
| 2023-2024             | Toulouse FC           | Ligue 1               | 14          | 0           | 1           | -                     | -                     | -                     | 1          | 0          | 0          | C3                             | 7                              | 0                              | -                              | -    | -    | -    | 22    | 0     | 1     |
| Sous-total            | Sous-total            | Sous-total            | 80          | 0           | 3           | 12                    | 0                     | 0                     | 1          | 0          | 0          | -                              | 7                              | 0                              | 0                              | 1    | 0    | 0    | 101   | 0     | 3     |
| Total sur la carrière | Total sur la carrière | Total sur la carrière | 80          | 0           | 3           | 12                    | 0                     | 0                     | 1          | 0          | 0          | -                              | 7                              | 0                              | 0                              | 1    | 0    | 0    | 101   | 0     | 3     |

## Palmarès

### En club
Avec le Toulouse FC, Moussa Diarra est champion de France de Ligue 2 en 2022, vainqueur de la Coupe de France en 2023 et finaliste du Trophée des champions en 2023.